# Erannis tristrigata
Erannis tristrigata är en fjärilsart som beskrevs av Karl Schawerda. Erannis tristrigata ingår i släktet Erannis och familjen mätare. Inga underarter finns listade i Catalogue of Life.